# Músculo esfíncter externo do ânus
O músculo esfíncter externo do ânus é um músculo do períneo.